# Горбатов, Константин Иванович
Константи́н Ива́нович Горба́тов (5 [17] мая 1876, Ставрополь, Самарская губерния — 24 мая 1945, Берлин) — русский художник-импрессионист, профессор Императорской академии художеств, после революции — эмигрант.

## Биография
Родился 17 мая (5 мая по старому стилю) в городе Ставрополь Самарской губернии (ныне город Тольятти).
В начале 1890-х годов начал учиться в Самаре у художников Фёдора Бурова и А. Егорова.
В 1895 году поступил в Центральное училище технического рисования барона Штиглица.
В 1896 году поступил на строительное отделение Рижского политехникума и продолжил обучение живописи в студии Джона Кларка.
В 1903 году переехал в Петербург и в 1904 году поступил на архитектурное отделение Высшее художественное училище при Императорской Академии художеств. С 1905 по 1911 год учился на живописном отделении Высшего художественного училища у Александра Киселёва и Николая Дубовского. В 1911 году за картину «Приплыли» получил звание художника, заграничную поездку и золотую международную медаль на выставке в Мюнхене.
В 1912 году поехал в Рим как пансионер Академии художеств. Сначала работал в Вечном городе, а потом по приглашению Горького переехал к нему на остров Капри.
После Италии объездил почти всю Европу и вернулся в Россию. В России он постоянно работал: писал пейзажи, виды северных городов и маленьких волжских городков.
В 1922 году с женой смог выехать из России. В эмиграции стал членом Общества художников имени А. И. Куинджи, участвовал в поздних выставках передвижников и Общества русских акварелистов.
С 1922 по 1926 год жил в Италии, на острове Капри, путешествовал по Европе. В 1926 году поселился в Берлине. В берлинский период жизни много путешествовал: Финляндия, Великобритания, Палестина. Почти ежегодно ездил в Италию.
Работы Горбатова пользовались успехом в Германии, и по сравнению со многими другими русскими белоэмигрантами он жил довольно зажиточно. Но с приходом к власти нацистов в искусстве стал преобладать стиль нацистской Германии и работы Горбатова в Германии перестали пользоваться популярностью.
С началом Второй мировой войны художник безвыездно жил в Германии, а с началом Великой Отечественной войны Горбатовым приходилось дважды в неделю отмечаться в полиции, они лишились возможности выезда из страны. Полученные новые временные паспорта супругам продлевало шведское посольство сроком на четыре месяца.
К концу войны Горбатовы жили в страшной бедности, сам Константин Иванович болел. Скончался в Берлине 24 мая 1945 года, его жена 17 июня 1945 года покончила жизнь самоубийством.
После его смерти советский офицер, которому передали квартиру Горбатова, передал в советскую комендатуру Берлина завещание и картины, оставшиеся в квартире. В завещании было написано: «Пишу письмо в трагическую минуту, когда смерть грозит каждому живущему в Берлине. После войны прошу все мои картины отправить в Академию Художеств в Ленинграде, пусть она поступит так, как найдёт должным».
Последняя воля Горбатова была исполнена. В 1960 году архив и сохранившиеся произведения Константина Ивановича Горбатова, вывезенные ранее в СССР, были переданы на хранение московскому областному художественному музею «Новый Иерусалим» в городе Истра Московской области.

## Галерея
- Зима. Оттепель. Псков. 1910
- Провинция, 1915
- Троице-Сергиев Посад, 1915
- Старый город. Зима, 1911
- Зимний вечер, 1910
- Зимний день, 1934
- Осень в Пскове
- Вид Зальцбурга
- Ночное
- Старый Новгород
- Золотая осень
- Пристань в Новгороде
- Окно музея
- Осенний день
- Сирокко
- Южный город

## Графика и иллюстрации
В наследие художника, помимо живописных полотен, входит большое количество графических работ (уголь, акварель, рисунки, гуашь). В 1905—1906 рисовал для сатирических журналов Петербурга. Имеются работы, посвящённые Н. А. Некрасову.

## Выставки
Член Общества художников имени А. И. Куинджи, представитель поздних передвижников (с 1917).
Участник выставок с 1905 года: выставлялся на весенних выставках передвижников, выставках «Товарищества независимых» (1910, Петербург), в Париже, Венеции, Мюнхене.
После отъезда из России имел при жизни персональные выставки в Берлине, Гамбурге, Мюнхене, Кёльне (1929), Дрездене, Риме, Копенгагене, Гааге, Лондоне.